# Ђулешти (Валча)
Ђулешти (рум. Giulești) насеље је у Румунији у округу Валча у општини Фартацешти. Oпштина се налази на надморској висини од 227 m.

## Становништво
Према подацима из 2002. године у насељу је живело 370 становника, од којих су сви румунске националности.